# Hold On (chanson des Jonas Brothers)
Singles de Jonas Brothers
Year 3000
(2006) S.O.S.
(2007)
Hold On est une chanson du groupe américain Jonas Brothers, sortie le 22 mai 2007 sous le label Hollywood Records et apparaît sur l'album Jonas Brothers. 

## Composition
Le single est composé en Si bémol majeur avec un rythme de 140 bpm. 

## Clip
Le clip commence par le groupe qui prend ses instruments et  joue. Là, Joe Jonas commence à chanter alors qu'ils jouent des instruments. Puis, pendant que le deuxième refrain est chanté, les murs et le toit s'envolent, laissant le groupe dans un désert venteux, uniquement avec leurs instruments. La chanson se termine lorsque le vent s'arrête.